# Meresanch II
Meresankh II (26e eeuw v.Chr.) was een prinses uit de 4e dynastie van Egypte.

## Familie
Ze was waarschijnlijk een dochter van koning (farao) Choefoe of Cheops en koningin Meritites I en de echtgenote van haar halfbroer, prins Horbaf. Haar kinderen waren dochter Neferetkaoe, zoon Djati en prinses Nebty-tepites die in haar graf vernoemd wordt.
Een van haar titels is de titel van koningin (Hmt nsw). Waarschijnlijk trouwde ze dus na de dood van haar echtgenoot met een van de opvolgers van Cheops (Djedefre of Chefren).
Haar naam betekent: "Zij die van het leven houdt".

## Graf
Ze werd begraven in mastaba G 7410B in de oostelijke begraafplaats bij de Piramide van Cheops in Gizeh. Reliëffragmenten uit de offerkapel van het graf, die zich thans in het Museum of Fine Arts (Boston) bevinden, tonen de afgestorvene al zittend in een bark. Ook de sarcofaag die er werd gevonden wordt nu tentoongesteld in Boston. Deze is vervaardigd uit roze graniet en op het deksel staat een offerlijst en een afbeelding van Anubis.
De vorige Egyptische koningin was mogelijk Per-Senet of Hekenu-hedjet. Opvolgster van Meresankh II was Meresankh III.

## Titels
Te oordelen naar de titels die Meresankh II droeg was zij een zeer invloedrijk persoon in het politieke en religieuze gebeuren in het Oude Rijk.
Van haar zijn de volgende koninginnentitels bekend:
- Grote vrouwe van de hetes-scepter (wrt-hetes),
- Zij die Horus en Seth ziet (m33t-hrw-stsh),
- Koninklijke vrouwe (hmt-nisw),
- Aan de zijde van Horus (kht-hrw),
- Koninklijke dochter van zijn lichaam (s3t-niswt-nt-kht.f),